# Chile guajillo
El chile guajillo (del náhuatl, huaxin «huaje») es una variedad de chile seco muy popular en la gastronomía mexicana. Se obtiene a partir de la desecación del chile mirasol (Capsicum annuum). Se usa principalmente molido en salsas, adobos, moles y guisados.
Se le suele confundir con el chile pasilla y el cascabel. Sin embargo, está más estrechamente relacionado con el chile costeño y con el chile travieso.

## Descripción
El chile guajillo posee un color pardo rojizo, bastante oscuro y una piel delgada, tersa y brillante. Mide alrededor de 8-10 cm de largo. En cuanto a su sabor, generalmente define como dulce y un tanto afrutado. La pungencia varía ampliamente entre los 2 000 SHU, es decir, poco picante, hasta los 15 000 SHU, es decir, picante moderadamente.

## Nombres
Al ser tan común posee varios nombres regionales:
- Chile chilaca roja ancha, en el Edoméx.
- Chile tres venas, en San Luís Potosí.
- Chile mirasol (no se distingue el seco del fresco), en Jalisco.
- Chile cualachero, en Colima.

## Usos
En la gastronomía mexicana, se trata de uno de los condimentos más populares, quizá junto con el chile ancho son los dos chiles secos más usados en el país. Se muele y se incluye en salsas, adobos, moles...etc. Se considera que aporta un buen sabor a las salsas, sin embargo se suele mezclar con otros chiles secos ya que solo no produce buenas salsas. También es un ingrediente importante para el pozole, la pancita o los mixiotes. En las costas de Guerrero y Oaxaca se usa para preparar el tradicional mole rojo. En Jalisco y Colima se usa para elaborar la cuachala.